# Bit de redundancia
El bit de redundancia es un bit (o conjunto de ellos) que, a veces, se introducen deliberadamente en la transmisión o grabación de información sin ser parte de ésta, pero que sirven para detectar posibles errores.
Por ejemplo, si queremos representar cuatro símbolos {1,2,3,4} y hacemos un código sin redundancias, se necesitan dos bits para representarlo.
- Si por algún error, obtenemos otro símbolo del alfabeto, no tenemos manera de detectarlo.
- Si al código anterior le añadimos un bit al final, se podrán detectar algunos errores determinados.
- Si el bit que hemos añadido lo ponemos a cero, y por un error se produce un cambio en el último bit, se detectaría que ese símbolo recibido es un símbolo inválido.

Por ejemplo si recibimos un 001 en vez de un 000, sabríamos que el símbolo recibido es erróneo puesto que no existe en nuestro alfabeto.
Normalmente el valor del bit o de los bits de redundancia se pone con un valor que sea función de alguno o algunos de los bits anteriores, de forma que ayude a identificar errores de comunicación en otros bits. Habitualmente esta función es la suma o XOR de todos los bits anteriores.